# Ove Sellberg
Ove Sellberg, född 15 oktober 1959, är en svensk golfspelare.
Sellberg blev professionell 1982 på PGA European Tour och han blev den förste manlige svensken som vann en tävling på touren. Han deltog i Dunhill Cup sex gånger (1985, 1986, 1987, 1988, 1989, 1990) och i World Cup fyra gånger (1983, 1985, 1987, 1989).
Var tillsammans med Krister Kinell och Magnus Persson en del av sponsorsatsningen Team SAAB.
Sellberg var VD på PGA of Sweden National 2005-2016. Han arbetar även som expertkommentator vid TV-sända golftävlingar.

## Meriter

### Segrar på Europatouren
- 1986 Epson GP
- 1989 Open De Baleares
- 1990 Belgian Open

### Segrar påTeliatouren
- 1985 Martini Cup
- 1988 Esab Open

### Övriga segrar
- 1979 Junior-SM

### Utmärkelser
- 1984 Elitmärket
- 1986 Årets golfare